# Friedrich Wilhelm von Rauch (général, 1827)
Pour les articles homonymes, voir Rauch.
Ne doit pas être confondu avec Friedrich Wilhelm von Rauch (général, 1790).
Friedrich Wilhelm Roderich von Rauch (né le 3 janvier 1827 à Potsdam et mort le 25 mars 1907 à Schwerin) est un lieutenant général prussien.

## Biographie

### Origine
Il est le fils du lieutenant général prussien Friedrich Wilhelm von Rauch (1790-1850) et de sa femme Laurette, née comtesse von Moltke (1790-1864) de la branche de Wolde. Son grand-père est le général de division Bonaventura von Rauch, son arrière-grand-père le général der Kavallerie Joachim Bernhard von Prittwitz. Le général de cavalerie Alfred Bonaventura von Rauch et le colonel Egmont von Rauch, commandant du 3e régiment de hussards sont ses frères. Sa sœur Elise comtesse von Fersen (1820-1908) est la dame d'honneur de l'impératrice russe Alexandra Feodorovna.

### Carrière
Comme ses frères Alfred et Egmont, Rauch étudie à la maison des cadets de Potsdam. Le 10 août 1843, il est affecté comme sous-officier au 6e régiment de cuirassiers de l'armée prussienne à Brandebourg-sur-la-Havel. En mai 1846, il est promu sous-lieutenant et, à partir de janvier 1851, travaille comme adjudant régimentaire. À ce poste, il est promu Rittmeister à la fin du mois de mai 1859. Otto von Bismarck, alors envoyé prussien à Saint-Pétersbourg, écrit de lui : "Le jeune Rauch est du genre d'officier que je considère toujours comme une réserve de diplomatie : l'esprit calme et les bonnes manières sûres de son père". De juin à août 1859, lors de la mobilisation à l'occasion de la guerre de Sardaigne, Rauch fait brièvement office de chef d'escadron au 6e régiment de cavalerie lourde de Landwehr puis comme chef d'escadron de réserve du 6e régiment de cuirassiers. Le 12 mai 1860, il est commandé comme chef d'escadron du 3e régiment combiné d'uhlans, qui forme en juillet 1860 le 11e régiment d'uhlans (de). Rauch reçoit le commandement du 1er escadron à Perleberg et occupe Flensbourg avec ses uhlans en 1864 lors de la guerre contre le Danemark. Lui et ses soldats confisquent un certain nombre de navires marchands danois dans le port, ce qui incite le roi Guillaume Ier à commenter lorsque les troupes prussiennes sont entrées à Berlin : « Regardez l'homme qui a capturé plus de navires que toute la flotte prussienne. Pour ses exploits,Rauch reçoit l'ordre de l'Aigle rouge de 4e classe avec épées.
À la mi-avril 1866, Rauch est nommé adjudant au commandement général du 3e corps d'armée à Berlin et lors de la mobilisation à l'occasion de la guerre contre l'Autriche en tant qu'adjudant au haut Commandement de la 1re armée commandée par le général der Kavallerie Frédéric-Charles de Prusse. À ce poste, il est promu major à la mi-mai et, au nom du commandant suprême, en tant que parlementaire, signale au haut commandement autrichien que les troupes prussiennes se dirigent vers la Bohême. C'est la seule déclaration de guerre écrite de cette campagne. Au fur et à mesure que la guerre progresse, Rauch participe aux batailles de Münchengrätz et Sadowa. Son comportement est reconnu par l'attribution de l'ordre de la Couronne de 3e classe avec épées.

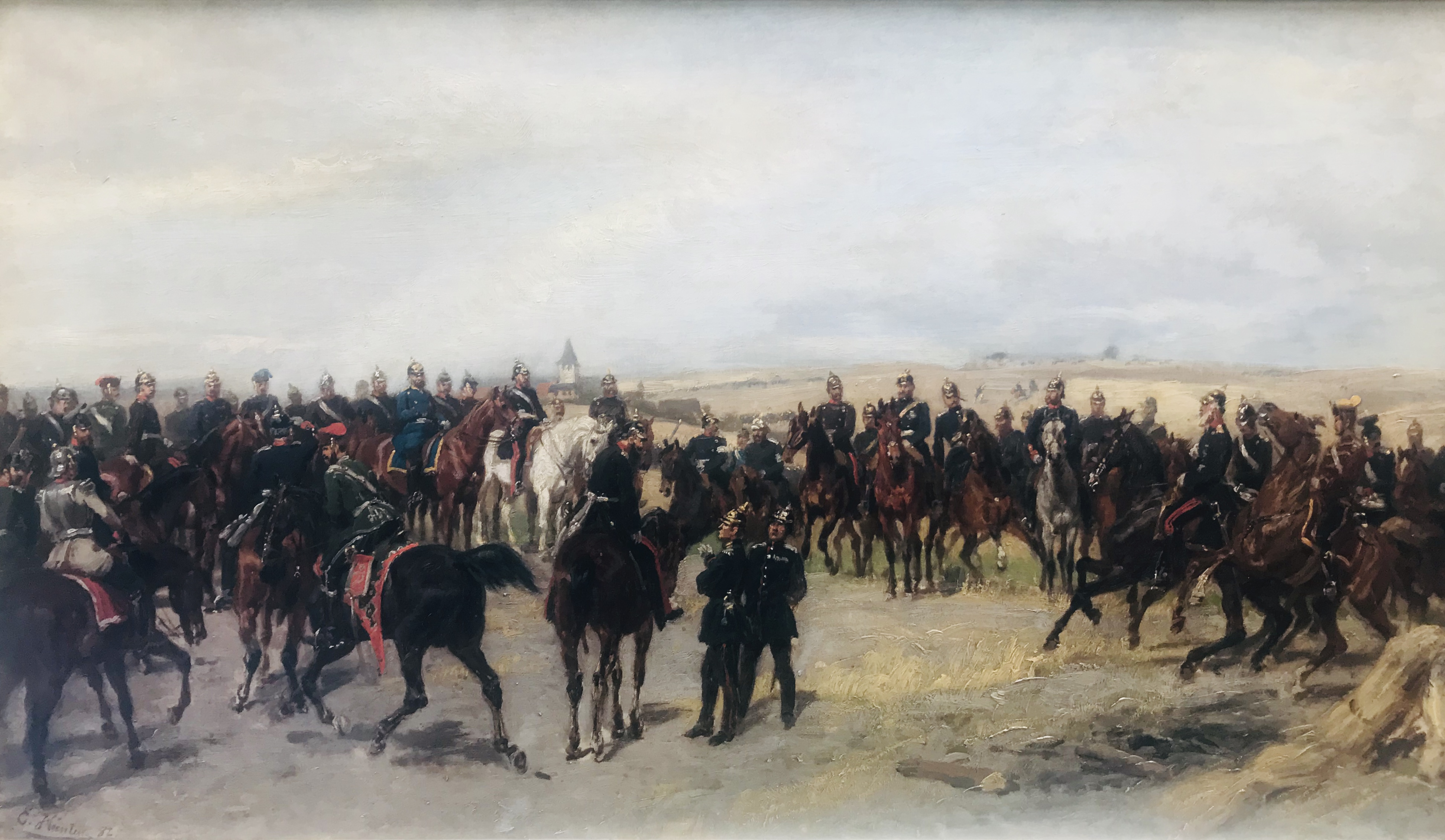
Le général de division von Rauch (à droite) relève le général commandant sortant du 7e corps d'armée Guillaume de Stolberg-Wernigerode (sur le cheval blanc), peinture à l'huile d'Emil Hünten, signée, 1882

Après l'accord de paix, Rauch est muté en tant qu'officier d'état-major régulier du 2e régiment d'uhlans de la Garde à la fin d'octobre 1866. Sous la position à la suite de ce régiment, le 15 mars 1869, il est envoyé à Brunswick pour prendre le commandement du 17e régiment de hussards qui y est stationné. Avec le début de la guerre contre la France, Rauch est nommé commandant de régiment et peu après promu lieutenant-colonel. Pendant la bataille de Mars-la-Tour, son régiment réussit dans une attaque à écraser l'état-major du maréchal français Bazaine, si bien que les troupes françaises se retrouvent sans véritable commandement dans les heures qui suivent. Le nom de la caserne de Mars-la-Tour (de) à Brunswick, qui est maintenant utilisée comme complexe résidentiel et de bureaux, rappelle cess événements. Dans la bataille qui s'ensuit à Saint-Prviat, Rauch est blessé mais reste avec son bandage.
Ayant reçu les deux classes de la croix de fer, il tombe malade d'un problème au genou après l'accord de paix et ne peut reprendre du service qu'à la fin de 1872. En attendant, il est promu colonel le 18 janvier 1872. Le 2 janvier 1876, il est nommé commandant de la 14e brigade de cavalerie à Düsseldorf, avec sous ses ordres le 5e régiment d'uhlans (de) et le 11e régiment de hussards (de), tout en restant à la suite du 2e régiment d'uhlans de la Garde. Initialement toujours sans brevet, Rauch est promu général de division le 20 septembre 1876. Il reçoit le brevet pour ce grade le 3 janvier 1877. Après avoir repris la brigade du général de division prince Henri de Hesse-Darmstadt en 1876, il la remet au général de division Maximilian von Versen en 1882. Avec sa promotion au grade de lieutenant général, Rauch est transféré le 21 novembre 1882 aux officiers de l'armée et mis à disposition le 10 juin 1884 avec l'attribution de l'étoile de l'ordre de l'Aigle rouge de 2e classe avec feuilles de chêne et épées, avec la pension légale.
Après son départ, l'empereur Guillaume II lui décerne l'ordre de la Couronne de 1re classe avec épées sur l'anneau à l'occasion du 25e anniversaire de la bataille de Mars-la-Tour. Le lieutenant-général à la retraite Friedrich Wilhelm von Rauch vit jusqu'à sa mort à Schwerin, au 4b Jungfernstieg et plus tard au 6 Schelfmarkt (de).

### Famille

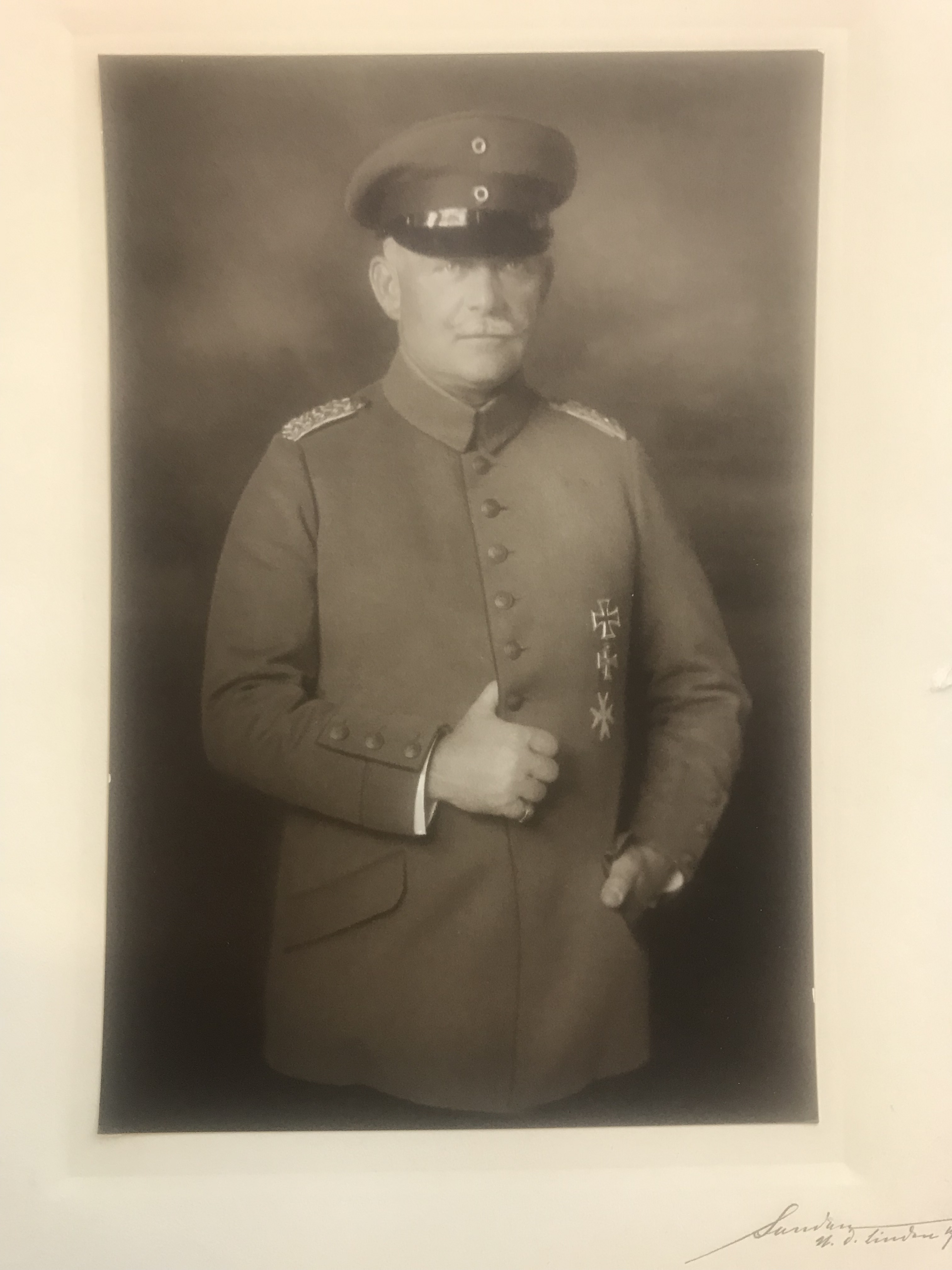
Colonel Alfred von Rauch (1864-1948) - portrait photographique signé par Ernst Sandau ; senior, 1917

Rauch se marie en octobre 1863 à Passow (de) avec Katharia Tugendreich von Behr-Negendank (1842–1897). Elle est la fille du chambellan Hermann von Behr-Negendank, seigneur de Torgelow, Passow, Neverin, Kavelsdorf et Ravenhorst, et de sa femme Antonie, née von Renthe-Fink.
Les enfants suivants sont issus du mariage de Friedrich Wilhelm et Katharina von Rauch :
- Alfred (1864-1948), colonel prussien et commandant du 27e régiment d'infanterie de réserve marié en 1898 avec Elisabeth von Bandel (de) (1877–1947)
- Wilhelm (1869–1890), cadet prussien à l'école principale des cadets de Groß-Lichterfelde
- Amélie (1870–1921) mariée en 1896 acec Paul Kriebitz, directeur général d'une entreprise de lignite de Görlitz

- Friedrich (Fritz) (1874-1945), major prussien et commandant du 10e bataillon de chasseurs à pied (de)[2], perd la vie lorsque l'Armée rouge envahit le Mecklembourg marié en 1898 avec Esther von Oppel (1879-1945), perd la vie pendant le raid aérien sur Dresde les 13/14 février 1945[3]
- Elisabeth (1877-1945) mariée en 1897 avec Konrad von Warnstedt (de), tombé en tant que lieutenant-colonel et commandant du 360e régiment d'infanterie
- Egmont (1878–1935) marié en 1928 avec Elizabeth Richter (1880–1942)
- Roderich (1882-1914), tué en tant que lieutenant prussien et commandant de compagnie dans le 76e régiment d'infanterie

Rauch est enterré à côté de sa femme dans l'ancien cimetière de Schwerin (de). La tombe est détruite lorsque la ville est bombardée en avril 1945. Les tombes de sa fille Elisabeth von Warnstedt, née von Rauch, et de son gendre décédé, le lieutenant-colonel Konrad von Warnstedt, sont reconstruites dans l'ancien cimetière dans les années 1990. Sur le mur sud de l'église du château de Schwerin (de), on commémore ceux qui sont morts pendant la Première Guerre mondiale, dont Konrad von Warnstedt.